# 半路夫妻
《半路夫妻》是劉惠寧执导的电视剧，2005年出品，共28集，该作主要讲述管軍出狱后所经历的一些事情。

## 剧情简介
管軍出狱后，原本想投靠其朋友，但是朋友却对其不管不顾，并且其妻子也和他离婚。
而随后，之前抓捕过他的女警察却在这个时候给他提供了帮助，随后在这位警察和管軍渐渐产生了感情，并且在警察的感化下，管軍开始洗心革面，并帮助警察破获了一场大案。

## 演员表
- 陳小藝 飾 胡小玲
- 孫紅雷 飾 管軍
- 張嘉譯 飾 江建平
- 張少華 飾 江母
- 高秀敏 飾 管母
- 尹元章 飾 臧秋生
- 程愫 飾 郭芳
- 金莉莉 飾 薛冬娜
- 戰克林 飾 江慶慶
- 林源 飾 管陽陽

## 获奖记录
- 2007年
  - 在第26屆中國電視劇飛天獎中，男女主演获得优秀演员奖项提名。[5]
  - 在第15屆北京影視春燕獎中，陳小藝根据该作获得電視十佳工作者奖项。
  - 在第13屆上海電視節白玉蘭獎中，该作获得亞洲連續劇評委會特別獎提名，彭三源获得最佳编剧奖提名，男女主演获得最佳演员提名。[6]
  - 在北京電視台首屆影視盛典中，陳小藝获得最受觀眾喜歡的影視演員奖。
  - 在騰訊星光大典中，孙红雷获得最受歡迎男演員奖。

## 其他
- 该作2005年9月15日，該劇舉行看片會，同年12月，孙红雷出面宣传该作品。
- 该作是高秀敏的最后出演的电视剧。

## 相關連結
- 豆瓣电影上《半路夫妻》的資料 （简体中文）